# Каменский сельский совет (Тростянецкий район)
Каменский сельский совет (укр. Кам'янська сільська рада) — входит в состав
Тростянецкого района
Сумской области
Украины.
Административный центр сельского совета находится в 
с. Каменка
.

## Населённые пункты совета
- с. Каменка
- с. Каменецкое